# Positionen im Rugby League
Eine Rugby-League-Mannschaft besteht aus 13 Spielern: sechs Stürmern (forwards) mit den Nummern 8 bis 13 und sieben Hintermannschaftsspielern (backs) mit den Nummern 1 bis 7. Es gibt vier Ersatzleute mit den Nummern 14 bis 17. Jeder Spieler übernimmt eine bestimmte Aufgabe und jede Mannschaft verwendet die gleiche Formation, mit nur geringfügigen Änderungen. Im Gegensatz zum Fußball mit seinen verschiedenen Spielsystemen (z. B. 4-3-3 oder 3-5-2 usw.).

## Überblick
Heute wird die Position eines Spielers in der Regel durch die Nummer angezeigt, die er auf seinem Trikot trägt, da die Nummern fest an eine Position gebunden sind (Ausnahmen sind Ersatzspieler oder ein Positionswechsel während des Spiels). Dies bedeutet, dass ein Spieler, außer in der Super League, keine personalisierte Rückennummer für die Dauer seiner Karriere erhält.
Die Hauptaufgabe der Stürmer ist die Balleroberung sowie die Schaffung von Räumen für den Angriff. Allgemein sind sie größer gewachsen und stärker als die Spieler der Hintermannschaft. Außerdem nehmen sie an der Standardsituation namens Gedränge teil. Die Aufgabe der Hintermannschaft ist es, den durch die Stürmer eroberten Ball aufzunehmen und Punkte zu erzielen, indem sie mit dem Ball in den Händen geschickt laufen oder diesen kicken. 
Insbesondere im Profibereich gibt es diese strikte Rollenverteilung jedoch nicht mehr, da es dort vor allem auf Schnelligkeit ankommt. So übernimmt der Spieler eine bestimmte Aufgabe, der gerade am nächsten ist.
Das folgende Diagramm zeigt die Positionen der einzelnen Spieler bei einem angeordneten Gedränge:

### Kollektive Bezeichnungen der Positionen
- Erste-Reihe-Stürmer (front row): Pfeiler und Hakler
- Backrow (loose forwards): Zweite-Reihe-Stürmer und Dritte-Reihe-Stürmer
- Halbspieler (half-backs): Gedrängehalb und Verbinder
- Dreiviertelreihe (Three-quarter line): Außendreiviertel und Innendreiviertel
- Back Three: Außendreiviertel und Schlussmann

## Hintermannschaft(backs)

### 1 Schlussmann
Der Schlussmann (Fullback) hält sich hinter der Hauptlinie der Verteidigung auf. Da er der letzte Verteidiger ist, muss er gute Tackling-Fähigkeiten besitzen und gegnerische Kicks abfangen. Nach dem Abfangen kann er einen Angriff von weit hinten einleiten. Taktikverständnis, Angriffsstärke, Geschwindigkeit und eine sichere Fangtechnik gehören zu den Grundvoraussetzungen eines guten Schlussmannes.
Bekannte Schlussmänner sind: Darren Lockyer , Puig-Aubert , Clive Churchill , Jim Sullivan  und Graeme Langlands .

### 2 Rechter Außendreiviertel und 5 Linker Außendreiviertel
Hauptaufgabe der Außendreiviertel (right/left Wing) ist es, den Angriff abzuschließen und Versuche zu erzielen. Die übrigen Mitspieler schaffen genügend Raum, so dass der Außendreiviertel nach Annahme des Balls auf direktem Weg zur Mallinie (try-line) rennen kann. Außendreiviertel sind meist die schnellsten Spieler der Mannschaft, sie müssen aber auch fähig sein, gegnerischen Spielern auszuweichen. Im defensiven Spiel müssen die Außendreiviertel auch das Tackling beherrschen, bei gegnerischen Kicks dienen sie oft als zusätzlicher Schlussmann.
Bekannte Außendreiviertel sind: Ken Irvine , Martin Offiah , Brian Bevan , Billy Boston  und Tom van Vollenhoven .

### 3 Rechter Innendreiviertel und 4 Linker Innendreiviertel
Die beiden Innendreiviertel (right/left Centre) sind die Allrounder der Mannschaft. Sie müssen in der Lage sein, durch die gegnerischen Linien zu brechen und den Ball zielgenau abzugeben. Beim defensiven Spiel müssen sie gute Tacklingfähigkeiten besitzen. Ihre Aufgabe ist es, den Ball anzunehmen (meist vom Verbinder), die gegnerischen Linien zu durchbrechen und nach Überwinden der letzten Verteidigungslinie den Ball an die Flügel zu passen.
Bekannte Innendreiviertel sind: Mal Meninga , Harold Wagstaff , Dally Messenger , Gus Risman  und Reg Gasnier .

### 6 Verbindungshalb
Der Verbindungshalb (Stand-off oder Five-Eighth) ist einer der wichtigsten Spieler auf dem Platz. Während des Spiels ist er Dreh- und Angelpunkt und trifft die meisten taktischen Entscheidungen. Ein idealer Verbindungshalb sollte schnell sein, schnelle Entscheidungen treffen sowie seine Gegenspieler austricksen können, die Hintermannschaft zum Angriff oder in die Verteidigung führen und das beidseitige Kick- und Passspiel beherrschen. Starke Verteidigungsfähigkeiten sind auf dieser Position ebenso entscheidend. 
Bekannte Verbinder sind: Darren Lockyer , Wally Lewis , Garry Schofield , Bob Fulton , Iestyn Harris  und Laurie Daley .

### 7 Gedrängehalb
Der Gedrängehalb (Scrum-half oder Halfback) bildet eine wichtige Verbindung zwischen der Vorder- und der Hintermannschaft und ist einer der Spielmacher der Mannschaft. Ein Gedrängehalb ist üblicherweise relativ klein gewachsen, äußerst reaktionsschnell und ballsicher. Er legt den Ball ins Gedränge und nimmt ihn anschließend wieder auf. Er benötigt ebenfalls ein gutes Kick- und Passspiel sowie taktisches Verständnis. Er ist oft der Spieler, der den Ball nach einem Tackle für seine Mannschaft aufnimmt und weiter passt.
Bekannte Gedrängehalbspieler sind: Allan Langer , Stacey Jones , Andy Gregory , Peter Sterling  und Andrew Johns .

## Stürmer(forwards)
Anders als beim Rugby Union ist die Gedrängetechnik der Rugby-League-Stürmer nicht stark ausgebildet, weil es hier keine offenen Gedränge gibt, und angeordnete Gedränge nicht umkämpft sind. Deshalb fallen im League auch die beiden Flügelstürmer (englisch Flanker) komplett weg. Außerdem sind die Ersten-Reihe-Stürmer auch athletischer als im Union. Des Weiteren gibt es keine Spezialisten für Einwürfe, da keine Gassen ausgeführt werden. 

### Front Row

#### 9 Hakler
Der Hakler (Hooker) steht in der Mitte der ersten Reihe im Gedränge und 
setzt dort seine Füße ein, um sich den Ball „zu hakeln“. Da ein Hakler üblicherweise der kürzeste Spieler der Vordermannschaft ist, aber auch derjenige mit den besten technischen Fähigkeiten, übernimmt er anders als die anderen Stürmer Aufgaben eines Spielmachers. Wie der Gedrängehalb ist er häufig der Spieler, der den Ball nach einem Tackle für seine Mannschaft aufnimmt und weiter passt. Aus diesem Grund setzen viele Mannschaften auch gelernte Gedrängehalbspieler auf der Position ein
Bekannte Hakler sind: Noel Kelly , Max Krilich , Keiron Cunningham , Steve Walters  und Terry Newton .

#### 8 und 10 Pfeiler
Die Pfeiler (Props) stehen neben dem Hakler auf beiden Seiten der ersten Reihe im Gedränge. Ihre Aufgabe ist es direkt in die Verteidigungsreihen des Gegners zu laufen und sie zu durchbrechen, um somit Raumgewinn zu erzielen. Da sie die schwersten Spieler einer Mannschaft sind, müssen sie dabei in der Regel von mehreren gegnerischen Spielern gleichzeitig getackelt werden, was wiederum mehr Raum schafft. 
Bekannte Pfeiler sind: Arthur Beetson , Ruben Wiki , Cliff Watson , Glenn Lazarus und Shane Webcke .

### Back Row

#### 11 und 12 Zweite-Reihe-Stürmer
Zweite-Reihe-Stürmer (Second rows) sind meist die größten Spieler der Mannschaft. Beim Gedränge stehen die Zweite-Reihe-Stürmer hinter den beiden Pfeilern. Sie sind sehr aktiv und mobil, da sie sehr viel tackleln sowie laufen müssen. 
Bekannte Zweite-Reihe-Stürmer sind: Gorden Tallis , Hugh McGahan , Denis Betts , Harry Bath  und Norm Provan .

#### 13 Dritte-Reihe-Stürmer
Der Dritte-Reihe-Stürmer (Loose forward oder Lock) vereint die physische Stärke eines Stürmers und die technischen sowie kreativen Fertigkeiten eines Spielers aus der Hintermannschaft. Einzelne sind vielseitig genug, um auch als Verbinder zu spielen, da ihre Rollen sehr ähnlich sind.
Bekannte Dritte-Reihe-Stürmer sind: Bradley Clyde , Andrew Farrell , Ellery Hanley , Wally Prigg , Johnny Raper  und Ray Price .